# The Soul Man!
The Soul Man! è un album di Bobby Timmons, pubblicato dalla Prestige Records nel 1966. Il disco fu registrato il 20 gennaio 1966 al "Rudy Van Gelder Studio" a Englewood Cliffs, New Jersey (Stati Uniti).

## Tracce

### Lato A
1. Cut Me Loose, Charlie – 5:40 (Bobby Timmons)
2. Tom Thumb – 7:00 (Wayne Shorter)
3. Ein Bahn Strasse (One Way Street) – 7:15 (Ron Carter)

### Lato B
1. Damned If I Know – 6:20 (Bobby Timmons)
2. Tenaj – 7:00 (Ron Carter)
3. Little Waltz – 7:09 (Ron Carter)

## Musicisti
- Bobby Timmons – pianoforte
- Wayne Shorter – sassofono tenore
- Ron Carter – contrabbasso
- Jimmy Cobb – batteria